# 大瀑布探索者
大瀑布探索者(Great Falls Explorers)，是2006年美国大陆篮球协会扩充的一支新球队，位于蒙大拿州的大瀑布城市，球队的主场是大瀑布城市的四季球馆。球队的名字"探索者"是为了纪念和敬意著名的探险家刘易斯与克拉克在探索远征时期曾经过此地。